# Biserica Sfântul Nicolae din Botoșani
Biserica Sfântul Nicolae din Botoșani este o biserică ortodoxă din Botoșani, județul Botoșani, România. Biserica se află pe strada AS Pușkin Nr.25. 
Biserica Sfântul Nicolae apare în Lista monumentelor istorice din județul Botoșani având codul de clasificare  BT-II-m-B-01926.